# 楢﨑誠
楢﨑 誠（ならざき まこと、1989年3月18日 - ）は、日本のベーシスト、俳優。バンドOfficial髭男dismでベース・サックスを担当。広島県福山市出身。妻は元女優の山本紗也加。

## 来歴
- 2012年
  - 6月7日 - 「Official髭男dism」を結成。メンバーは同じ軽音楽部の後輩だった藤原聡・松浦匡希、藤原の学外の友人だった小笹大輔の4人。
  - 7月7日 - LIVE&STUDIO 松江B1で行われたイベント「Vongolecube」で初ライブを行う。
- 2014年
  - 3月2日、第8回 V-air あまばん2013 グランプリ大会にて「愛なんだが…」でグランプリを受賞[8][9][10]。
- 2016年
  - 2月 - ラストラム・ミュージックエンタテインメントとマネジメント契約を結び上京。
- 2019年
  - 4月1日 - 単独での初冠ラジオ番組『ロヂウラベース』（FM FUJI）が放送開始。
- 2020年
  - 2月16日、Dream及びE-girlsの元メンバーで元女優の山本紗也加と結婚。24日に自身が出演するラジオ番組『ロヂウラベース』（FM FUJI）で報告した[7]。
- 2022年
  - 5月23日、同年7月13日から21日まで、こくみん共済 coop ホール/スペース・ゼロで上演される舞台『Flying Trip vol.18『ギミトリックバード』にて舞台に初出演することが発表された。

## 人物
- メンバー最年長。
- メンバー内で唯一出身地が山陰地方ではない。
- あだ名は「ならちゃん」。
- 中学生時代、ソフトテニス部に所属。
- 広島県立神辺旭高等学校在学中には、吹奏楽部に所属していた[11]。
- 音楽の教員免許を持っており、嘱託職員として島根県警察音楽隊でサックスを演奏していた経験がある。
- ライブでの定番曲「ブラザーズ」「旅は道連れ」を含め、様々な曲でサックスを披露している（特にバリトン）。
- 「宿命」、「I LOVE...」、「Universe」、「アポトーシス」などの楽曲ではシンセベースも併せて担当している[注釈 1]。
- アルバム『Traveler』に収録されている「旅は道連れ」、『Editorial』に収録されている「みどりの雨避け」、『ミックスナッツ EP』に収録されている「Choral A」では作詞作曲を担当。

## 出演

### ラジオ
- ロヂウラベース（2019年4月1日 - 、FM FUJI）- 冠番組

### 映画
- 異動辞令は音楽隊!（2022年8月26日、ギャガ）- カメオ出演

### 舞台
- Flying Trip Vol.18 ギミトリックバード（2022年7月13日 - 21日、こくみん共済 coop ホール / スペース・ゼロ） - 中原宙也 役